# Писарева Воля
Писаре́ва Во́ля — село в Україні, розташоване в Оваднівській сільській громаді Володимирського району Волинської області. Кількість населення — 21 особа. Кількість дворів — 9.
Із 2000 року в Писаревій Волі не працює жоден магазин.
У селі доступні такі телеканали: «Перший», «1+1», «Інтер», «СТБ», «Суспільне Луцьк» та ін. Радіомовлення здійснюють «Радіо Промінь», «Радіо Світязь», «Радіо Луцьк».
Село не газифіковане. Дорога із твердим покриттям. 

## Географія
Село розташоване на правому березі річки Золотухи.

## Історія
1906 року згадка про село Анусівка Вербської волості Володимир-Волинського повіту Волинської губернії. Відстань від повітового міста — 20 верст, від волості — 9. 22 двори, 139 мешканців.
Станом на 1940 рік у селі було 40 дворів і 131 мешканець, з-поміж них 4 сім'ї поляків.
12 липня 1943 року на свято Петра й Павла в напрямку села Писарева Воля посунула підводами від с. Білин  велика група людей зі зброєю та без неї. Почалася пожежа. Люди тікали в ліс, що обіймав село підковою із трьох боків. Стріляючи, танкетки увірвалися в село, а за ними — поляки. Люди тікали, залишали все в хатах,  у клунях, у хлівах, у дворищах. Поляки дощенту пограбували село. Усі продукти, одяг, начиння, худобу забрали із собою, а садиби спалили. Двох жителів села — дев'яносторічного Афанасія Бранчука та його вісімдесятидев'ятирічну дружину Мотруну, які не втікали (до того ж Мотруна була сліпа) — закололи багнетами.
Після того, як поляки спалили село та побили стареньких людей, спіймали й убили поляків Броницьку Гелену (16 років), Броницьку Юзю (60 років), Древнік Марію (22 роки). Незабаром поляки спіймали українку Броницьку Марію, прив'язали до воза і, їдучи в Білин, час від часу штрикали багнетами.
12 червня 2020 року, відповідно до розпорядження Кабінету Міністрів України № 708-р «Про визначення адміністративних центрів та затвердження територій територіальних громад Волинської області», увійшло до складу Оваднівської сільської територіальної громади.
19 липня 2020 року, в результаті адміністративно-територіальної реформи та ліквідації  Володимир-Волинського району(1940—2020), село увійшло до новоутвореного Володимир-Волинського району (від 18 липня 2022 Володимирського).

## Населення
Згідно з переписом УРСР 1989 року чисельність населення становила 30 осіб, з яких 13 чоловіків та 17 жінок.
За переписом населення України 2001 року в селі мешкала 21 особа.

### Мова
Розподіл населення за рідною мовою за даними перепису 2001 року:
| Мова       | Відсоток |
| ---------- | -------- |
| українська | 90,48 %  |
| російська  | 9,52 %   |

## Покликання
- Паспорт села Писарева Воля
- Погода в селі Писарева Воля
- Інформаційний портал iForma
- Трагедія волинських сіл 1943—1944 рр.